# ماریکا دومانسکی-لیفورس
ماریکا دومانسکی-لیفورس (انگلیسی: Marika Domanski-Lyfors؛ زادهٔ ۱۷ مهٔ ۱۹۶۰) بازیکن فوتبال اهل سوئد است.